# Noux nationalpark

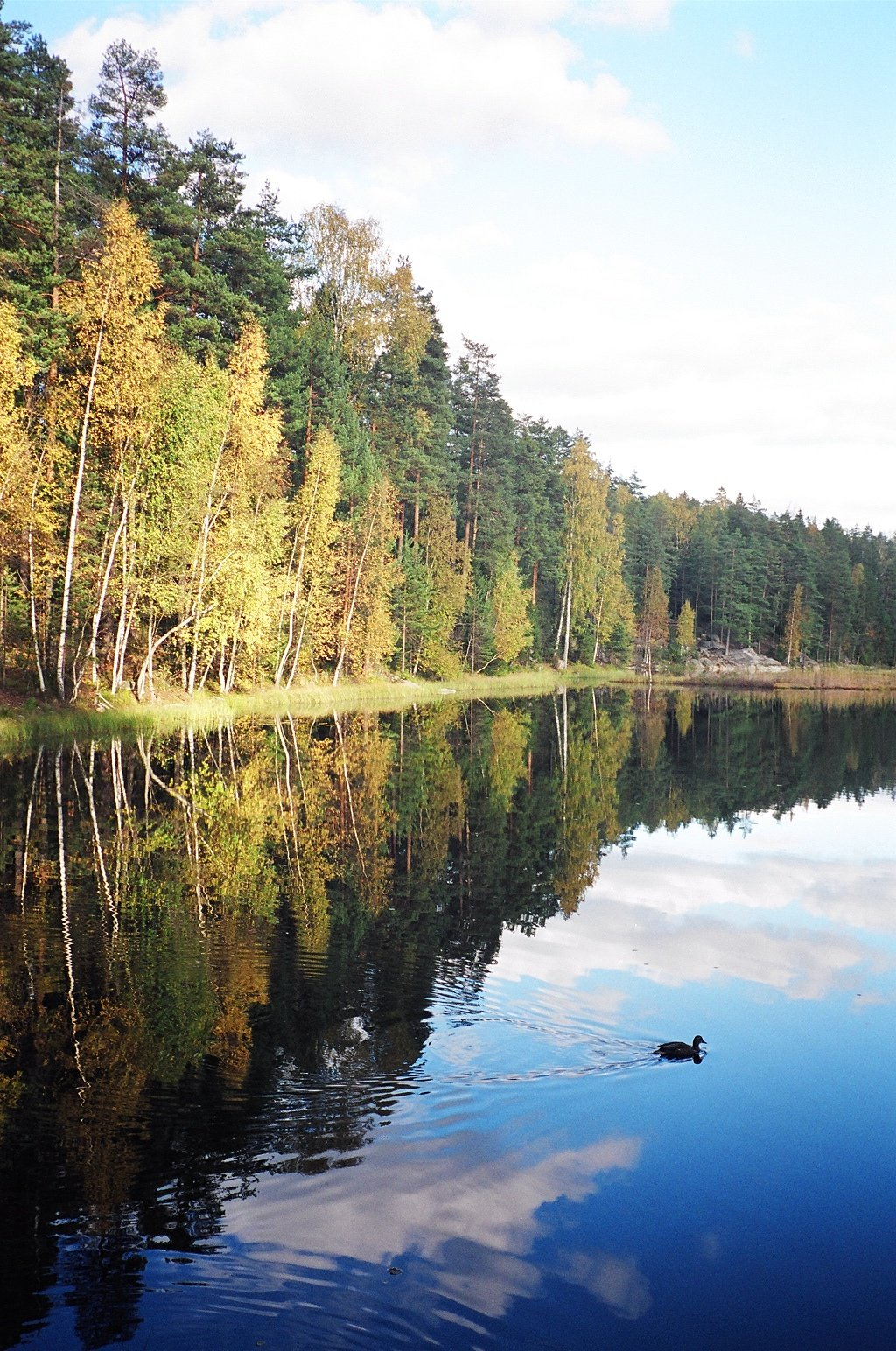
Höstbild från Mustalampi sjö.

Noux nationalpark (finska Nuuksion kansallispuisto) är en nationalpark i södra Finland, omkring 40 km väster om Helsingfors i Esbo stad samt Kyrkslätts och Vichtis kommuner. Nationalparken omfattar den västra delen av Noux sjörika högplatå, som är den mest vidsträckta och ur naturskyddsperspektiv viktigaste enhetliga skogsbygden i Nyland. 
Nationalparken grundades 1994. Arealen är 45 km².
Noux nationalpark är en av två nationalparker i Storhelsingfors, tillsammans med Sibbo storskogs nationalpark som grundades 2011. Båda präglas, liksom till exempel Tyresta nationalpark i Sverige, av barrskog, och ett läge nära en storstad.
Strax söder om Noux nationalpark, vid Noux Långträsk, ligger Finlands naturcentrum Haltia.
Flygekorren är nationalparkens emblem på grund av deras höga befolkningstäthet i parken.